# St-Maurice (Soultz-Haut-Rhin)

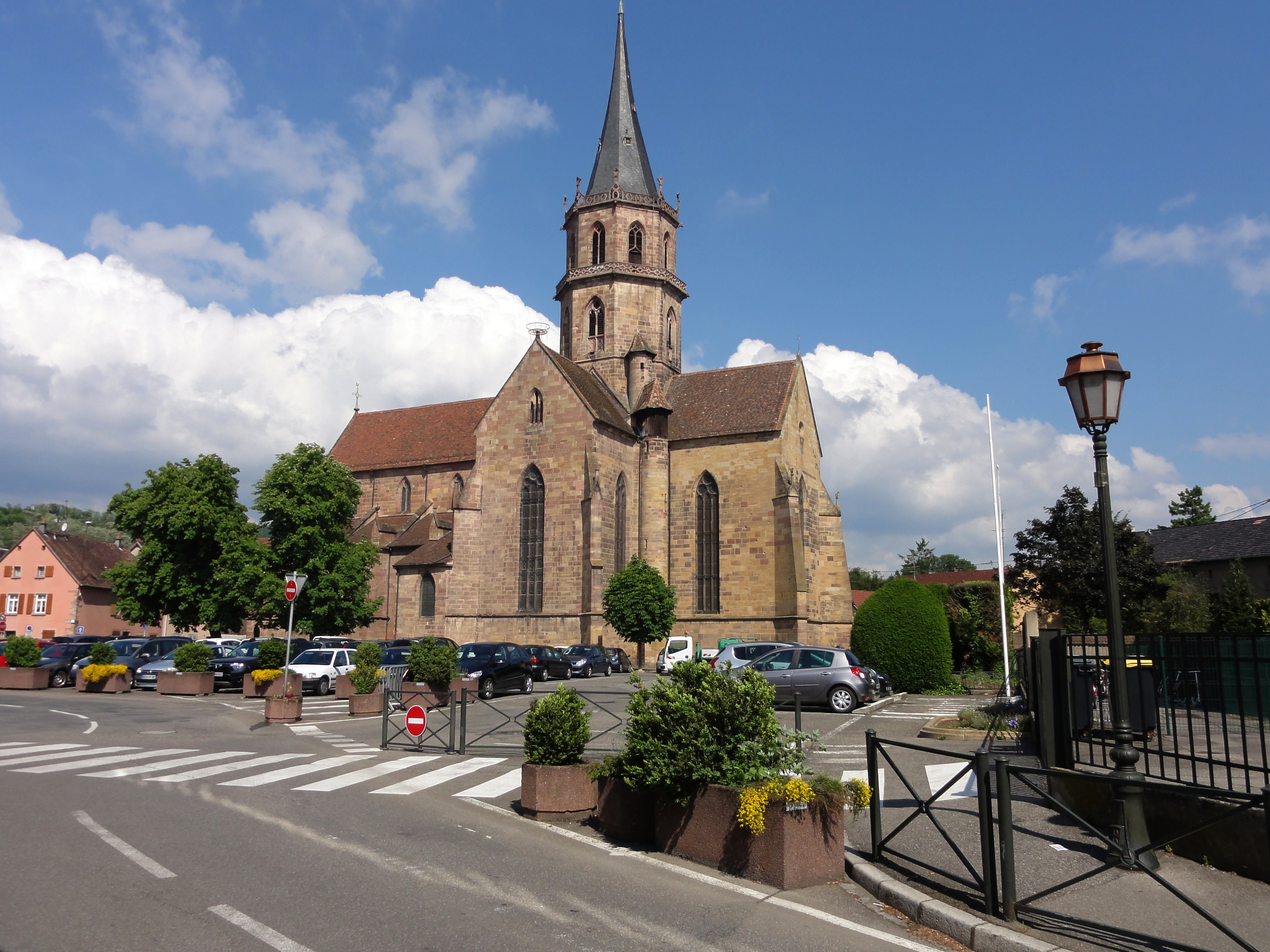
St-Maurice

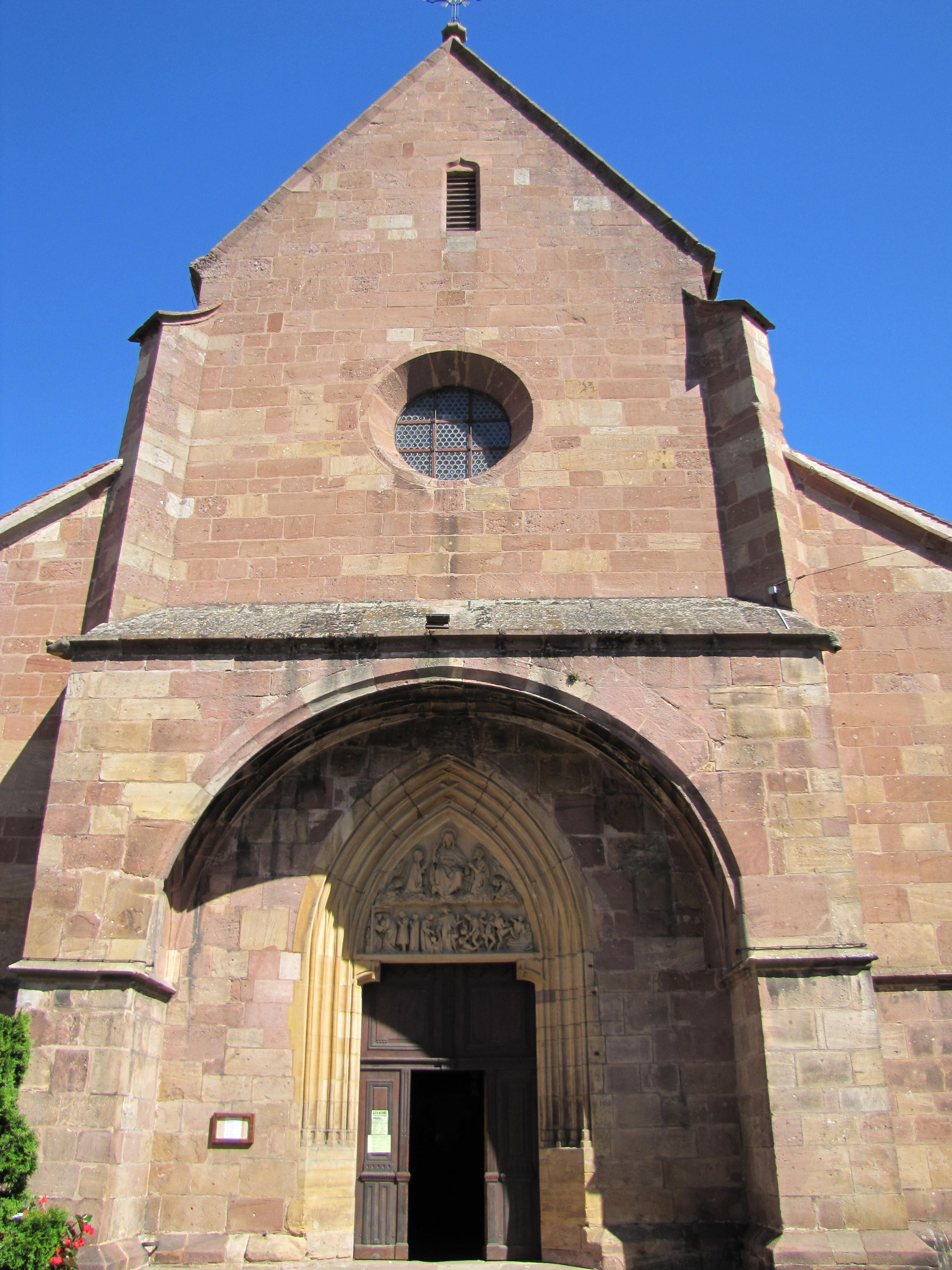
Eingangsportal mit offener Vorhalle

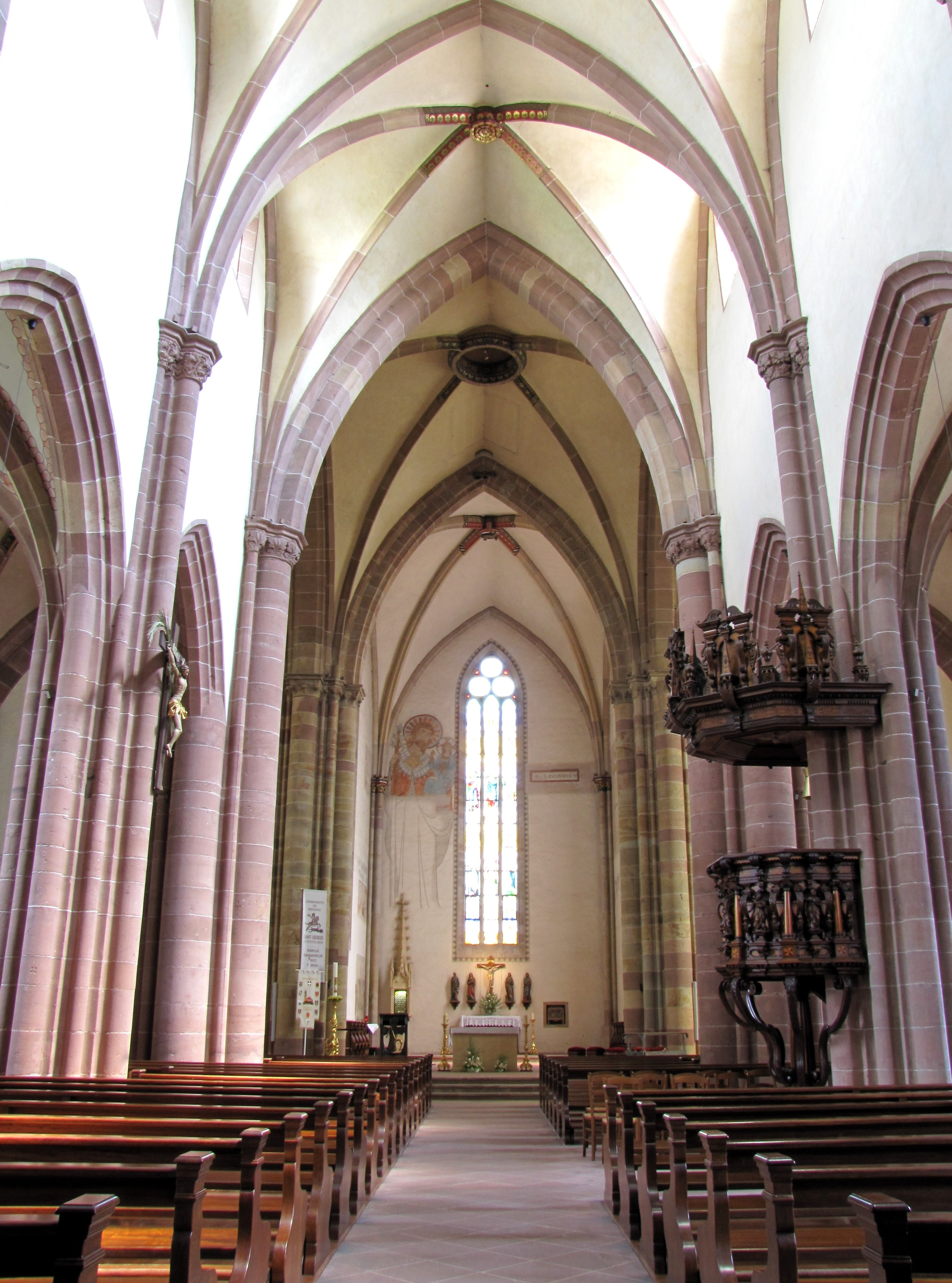
Blick durch das Kirchenschiff zum Chor

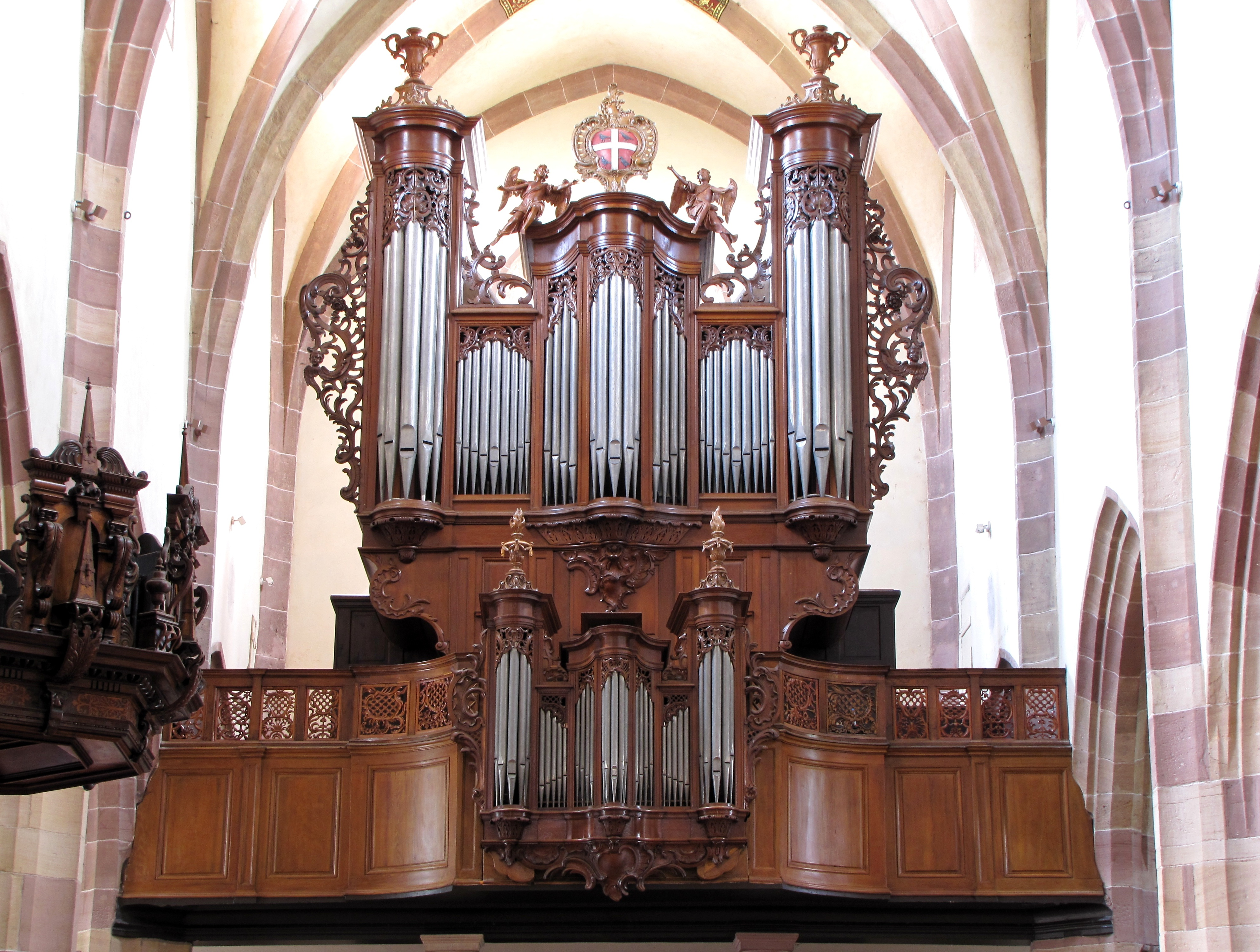
Die Silbermann-Orgel

St-Maurice (dt. St. Mauritius) ist eine römisch-katholische Kirche in der elsässischen Gemeinde Soultz-Haut-Rhin. Sie steht als Monument historique unter Denkmalschutz.

## Geschichte
Die erste Erwähnung einer Kirche in Soultz reicht in das Jahr 1118 zurück. Im 13. Jahrhundert erhielt der Ort dann einen Neubau. Von dieser Kirche sind allerdings nur die östlichen Querschiffpfeiler erhalten. Im 14. Jahrhundert wurden heutiges Langhaus, Querhaus und Chor erbaut und im 15. Jahrhundert (wohl um 1489) schließlich vereinheitlicht. 1491 bekam die Kirche einen einstöckigen Vierungsturm, der 1611 von dem Steinmetz Daniel Demaret erhöht wurde. Bei Renovierungsarbeiten in den 1970er und 1980er Jahren entdeckte man zwei Nischen mit Malereien aus dem 14. Jahrhundert, sowie ein Wandgemälde des hl. Christopherus.

## Architektur
St-Maurice ist eine dreischiffige Basilika. An das Langhaus schließt sich ein Querhaus und ein Chor mit geradem Schluss und Strebepfeilern an den Ecken an. Über der Vierung sitzt ein oktogonaler Turm mit zwei Geschossen und Galerien mit durchbrochenen Steinbrüstungen. In einem Zwickel zwischen Chor und Querhaus sitzt ein kleines Rundtürmchen, das die Traufe nur wenig überragt. Ein hölzerner Aufbau leitet zu einem weiteren Treppentürmchen, über das man in den Vierungsturm gelangt.
An der westlichen Giebelfassade sitzt eine offene Vorhalle mit Rundbogen und Netzgewölbe. In dieser befindet sich das Hauptportal der Kirche. Das profilierte Gewände mit Spitzbogen setzt über einem hohen Sockel ein. Im Tympanon sieht man die Szene eines Jüngsten Gerichts. Das südliche Portal mit Spitzbogen und feinem Rankwerk besitzt ein zweigeteiltes Tympanon (14. Jahrhundert). Im oberen Teil sieht man St. Mauritius zu Pferde, darunter die Anbetung der Könige. Das nördliche Seitenportal ist ähnlich ausgeführt wie das im Süden. Sein neogotisches Relief im Tympanon stammt aus dem 20. Jahrhundert und zeigt eine Marienkrönung. 
Profilierte Spitzbogenarkaden trennen Mittel- und Seitenschiffe. Diese ruhen auf gebündelten Diensten, die sich bis in die Obergaden fortsetzen und dort die Kreuzrippengewölbe tragen. Das Langhaus besitzt vier Joche, das fünfte Joch bildet dann die Vierung. Der Chor wird von einem Joch überwölbt. Die Schlusssteine der Gewölbe sind mit den Wappen der Freiherren Waldner von Freundstein sowie mehrerer Bischöfe von Straßburg verziert.

## Ausstattung
Zwei spitzbogige Wandnischen im Kirchenschiff sind ausgemalt. Auf der Nordseite des Querhauses erkennt man eine Kreuzigungsszene. Die Nische im südlichen Querhaus ist zweigeteilt. Oben erkennt man eine Kreuzigung, darunter eine Sterbeszene. Auch im Chor sind mehrere gotische Wandgemälde des 14. Jahrhunderts erhalten. Hier steht außerdem ein gotisches Tabernakel mit hohem Wimperg.
Einige der Gewölbe sind ebenfalls ausgemalt: eines in Blau mit goldenen Ornamenten, ein weiteres mit den Symbolen der vier Evangelisten. Erhalten sind mehrere kunstvoll gearbeitete Epitaphe, darunter von dem Komtur des Johanniterordens Rudolf von Masmünster (1334), Conrad von Schwalbach (1568), Johann-Heinrich von Schwansbell (1693), Catherine Sitter (1751), Johann-Philipp von Anthès (1760), Franz-Joseph Immelin (1778) und Franz-Ludwig Waldner von Freundstein (1788). Zu den sakralen Kunstgegenständen gehören eine Muttergottesfigur (um 1510) und eine vergoldete Statue des hl. Mauritius aus dem 19. Jahrhundert. Zu den ältesten Stücken gehört ein Holzrelief mit einer Darstellung des hl. Georg, der den Drachen tötet. Es stammt aus dem 15. Jahrhundert. Außerdem besitzt die Kirche ein Taufbecken aus dem 16. Jahrhundert. Das neogotische Taufbecken wurde im 19. Jahrhundert geschaffen, genauso wie die beiden Seitenaltäre. Die hölzerne Kanzel und ihr Schalldeckel entstanden im 17. Jahrhundert und sind im Stil der elsässischen Renaissance erschaffen worden. 
Ein Hochaltar fehlt in der Kirche. Stattdessen hängen an der Stirnwand des Chores ein Kruzifix und vier Statuen der Evangelisten aus dem 19. Jahrhundert.
Die Orgel stammt aus dem Jahr 1750 und wurde von Johann Andreas Silbermann geschaffen. Im 19. Jahrhundert erweiterte Joseph Callinet die Orgel mehrfach. 1932 reparierte Georg Schwenkedel das Instrument. 1960 wurde es dann von Schwenkedels Sohn Curt erneuert. Das barocke Prospekt blieb erhalten. Die Orgel steht auf einer hölzernen Empore, die von zwei Rundsäulen getragen wird. Seit 1991 ist das Instrument als Monument historique klassifiziert.